# Wektor zerowy
Wektor zerowy – wektor przestrzeni liniowej pełniący rolę elementu neutralnego dodawania wektorów; zapisywany zwykle symbolem zera, {\displaystyle 0,} często dodatkowo wyróżnionym, np. wytłuszczeniem {\displaystyle \mathbf {0} ,} czy strzałką {\displaystyle {\vec {0}}.} Przestrzeń zerowa (trywialna) to najmniejsza w sensie zawierania przestrzeń liniowa – zawiera ona wyłącznie wektor zerowy, którego istnienie w dowolnej przestrzeni liniowej postulowane jest w jej aksjomatach. Przeciwobraz wektora zerowego (przestrzeni zerowej) w przekształceniu liniowym nazywa się jądrem tego przekształcenia.
W dalszej części artykułu pierwszy symbol będzie oznaczał element neutralny dodawania w ciele (skalar zerowy), drugi – w przestrzeni liniowej (wektor zerowy).

## Własności
Przestrzeń liniową można scharakteryzować jako grupę abelową (tzn. grupę z działaniem przemiennym) ze zgodnym z nim działaniem mnożenia przez skalar; element neutralny działania definiuje się jako taki wektor {\displaystyle \mathbf {0} ,} który dla każdego elementu {\displaystyle \mathbf {x} } tej przestrzeni spełnia
{\displaystyle \mathbf {x+0} =\mathbf {0+x} =\mathbf {x} ,}
przy czym w grupie element ten jest wyznaczony jednoznacznie i służy zdefiniowaniu wektora przeciwnego do danego (jako wektora, który w sumie z danym daje wektor zerowy). Zgodnie z aksjomatami przestrzeni liniowej dla dowolnego wektora {\displaystyle \mathbf {x} } oraz skalara (elementu z ciała) {\displaystyle a} zachodzą tożsamości:
{\displaystyle 0\mathbf {x} =\mathbf {0} }
oraz
{\displaystyle a\mathbf {0} =\mathbf {0} .}
Z pierwszej z nich na mocy zasady indukcji dla dowolnego układu wektorów {\displaystyle \mathbf {x} _{1},\dots ,\mathbf {x} _{n}} można uzyskać, iż
{\displaystyle a_{1}\mathbf {x} _{1}+\dots +a_{n}\mathbf {x} _{n}=\mathbf {0} ,}
o ile tylko {\displaystyle a_{1}=\dots =a_{n}=0;} z drugiej jednak strony, jeśli jest to jedyny układ skalarów o tej własności, to układ {\displaystyle \mathbf {x} _{1},\dots ,\mathbf {x} _{n}} nazywa się niezależnym (w przeciwnym przypadku mówi się, że jest zależny). Druga tożsamość mówi więc, że układ złożony z wektora zerowego jest zależny. Ponieważ dowolny układ zawierający podukład zależny jest zależny, to wynika stąd, że każdy układ zawierający wektor zerowy jest zależny.

## Dodatkowe struktury
W przestrzeniach współrzędnych (przestrzenie liniowe z wybraną bazą uporządkowaną) wektor zerowy to wektor o wszystkich składowych równych zeru, czyli {\displaystyle (0,\dots ,0).} W przestrzeniach afinicznych wektor zerowy wyznaczany jest przez dowolny punkt {\displaystyle \mathrm {p} } tej przestrzeni jako {\displaystyle \mathrm {p} -\mathrm {p} ={\overrightarrow {\mathrm {pp} }}.} W przestrzeni liniowej z normą jedynym wektorem o normie równej zero jest wektor zerowy. W przestrzeniach liniowych z półnormą wektorem zerowym nazywa się dowolny wektor o zerowej półnormie; w przestrzeni Minkowskiego dla odróżnienia od jedynego wektora o wszystkich współrzędnych zerowych wektor o zerowej normie Minkowskiego nazywa się też wektorem światłopodobnym. W przestrzeniach unitarnych (tzn. przestrzeniach liniowych z iloczynem skalarnym) zachodzi {\displaystyle \langle \mathbf {0} ,\mathbf {x} \rangle =\langle \mathbf {x} ,\mathbf {0} \rangle =0,} skąd również {\displaystyle 0\langle \mathbf {\mathbf {x} } ,\mathbf {y} \rangle =0} dla dowolnych wektorów {\displaystyle \mathbf {x} ,\mathbf {y} .}